# ワスレイソシジミ
ワスレイソシジミ（Nuttallia obscurata） はシオサザナミ科に属する 二枚貝の一種である。

## 外観
楕円形で殻幅が薄い二枚貝。蝶番と靭帯は殻頂外側わずかに後方へ出っ張る。殻は褐色の薄皮で覆われる。殻内部は薄紫色で、外套線の湾入は深い。イソシジミと比べるとやや大型で、殻長8cmに達する。殻高さが若干高く丸っこい形をしていて、殻幅はやや膨らみ、殻厚は若干厚い。

## 分布
北海道から九州、朝鮮半島にかけて分布。河口など汽水域の潮間帯下の砂底に生息する。

## 人との関係
あっさりとした嫌みのない味で美味。砂抜きして食べる。日本、朝鮮半島、中国にかけて産するが、バラスト水と一緒に米国北西岸へ運ばれ、外来種となった。